# Идатту I
Идатту I — царь древнего Элама из династии Симашки, правивший приблизительно в 1970—1945 годах до н. э. Идатту известен из эламского царского списка. Полагают, что он идентичен царю Индатту-Иншушинаку, от которого сохранилась подлинная надпись на аккадском языке. В этой надписи он носит титул ишшаккума Иншушинаку (энси Суз), шакканаккума (управитель) Элама; титула правитель Симашки его надпись не упоминает. Он назван сыном некого Пепи и «сыном сестры» (по-эламски ruhu-sak) Хутран-темпти. Уже при своём дяде (?) Киндатту он был, таким образом, правителем Суз и управителем Элама. В те времена он развернул в Сузах оживлённое строительство: он велел восстановить разрушенные укрепления, построить новую опоясывающую стену, надстроить кирпичами храм Иншушинаку. Этому святилищу он пожертвовал также бассейн из известняка с данной надписью, сохранившейся до наших дней.
Когда Индатту-Иншушинак занял трон, он назначил своего сына Тан-Рухуратира (в соответствии с традицией) правителем Суз. Он женил его также на Мекуби дочери правителя Эшнунны Билаламы.
| Династия Симашки         |                                      |                         |
| Предшественник: Киндатту | царь Элама середина XX века до н. э. | Преемник: Тан-Рухуратир |